# ادواردو ماندلین
ادواردو ماندلین (انگلیسی: Eduardo Chivambo Mondlane؛ ۲۰ ژوئن ۱۹۲۰ – ۳ فوریهٔ ۱۹۶۹) سیاست‌مدار اهل موزامبیک پرتغال بود. وی از سال ۱۹۶۲، سال تأسیس جبهه آزادیبخش موزامبیک در تانزانیا (FRELIMO)، تا زمان ترور در سال ۱۹۶۹، به عنوان رئیس بنیانگذار این جبهه بود. تخصص او انسان‌شناسی بود ولی در دانشگاه سیراکیوس به عنوان استاد تاریخ و جامعه‌شناسی تدریس می‌کرد.

## زندگی اولیه

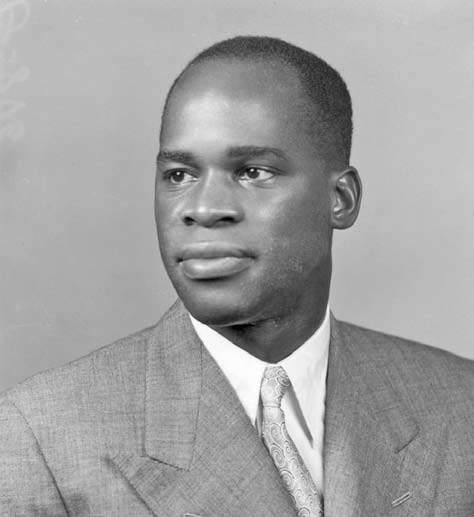
ادواردو ماندلین در سال 1953

مادلین به عنوان چهارمین پسر از شانزده پسر رئیس قبیله تسونگا در سال ۱۹۲۰ در بخش ماندلاکازی گازا در موزامبیک پرتغال به دنیا آمد. تا ۱۲ سالگی چوپانی می‌کرد. قبل از ثبت نام در یک مدرسه سوئیسی-پروتستان، نزدیک منجزازی، در چندین مدرسه دیگر تحصیل کرد. او تحصیلات متوسطه اش را در یک دبیرستان وابسته به کلیسا در استان ترانسفال آفریقای جنوبی به پایان رساند. او همچنین مدتی به عنوان معلم در مدارس ابتدایی در همین استان تدریس کرد. پیش از ثبت نام در دانشگاه ژوهانسبورگ یک سال در مدرسه خدمات اجتماعی ژان هومن هفمهیر کار کرد ولی بعد از روی کار آمدن دولت آپارتاید از آفریقای جنوبی اخراج شد. در ژوئن سال ۱۹۵۰ ماندلین وارد دانشگاه لیسبون در پایتخت پرتغال شد و سپس در سال ۱۹۵۳ در سن ۳۱ سالگی به کالج ابرلین در ایالت اوهایوی آمریکا نقل مکان کرد و در دوره کارشناسی ارشد در رشته علوم انسانی و جامعه‌شناسی تحصیلاتش را ادامه داد و تحصیلاتش را در دانشگاه نورت‌وسترن در ایالت ایلنیوی ادامه داد. ماندلین دانشنامه فوق لیسانس و دکترایش را از دانشگاه نورت‌وسترن دریافت کرد و با ژانت رائه جانسون زن آمریکایی سفیدپوستی از ایالت ایندیانا ازدواج کرد.

## انسان‌شناسی
او در سال ۱۹۵۷ به عنوان مسئول تحقیق در سازمان ملل کار کرد و در این منصب اجازه سفر به آفریقا را بدست آورد. او در همان سال از پست خود استعفا داد تا بتواند در فعالیت‌های سیاسی شرکت کند زیرا در پست سازمان ملل اجازه چنین فعالیت‌ها را نداشت. او به عنوان استاد انسان‌شناسی در دانشگاه سیراکیوس به توسعه مطالعات روی شرق آفریقا کمک کرد. در سال ۱۹۶۳، او از پست خود در این دانشگاه استعفا داد تا برای شرکت در مبارزه آزادیبخش به تانزانیا برود.

## فعالیت سیاسی
ادواردو مادلین بعد از اتمام تحصیلات دانشگاهی به عضویت سازمان ملل متحد درآمد. آدریانو مورینرا یکی از مهم‌ترین مشاوران آنتونیو دو اولیورا نخست‌وزیر پیشین پرتغال در سازمان ملل متحد با ماندلین ملاقات کرد. او با شناخت ویژگی‌های ماندلین، سعی کرد او را به دولت پرتغال جذب کند و پیشنهاد کرد که او پستی را در دولت موزامبیک وابسته به پرتغال قبول کند. ماندلین این پیشنهاد را نپذیرفت، برعکس به جنبش استقلال طلبانه تانزانیا که فاقد یک رهبر ذی‌صلاح بود پیوست. در سال ۱۹۶۲ مادلین به عنوان رئیس جبهه آزادیبخش موزامبیک Frente de Libertação de Moçambique برگزیده شد. این جبهه از گروه‌های مختلف استقلال طلبی تشکیل شده بود که برای آزاد سازی موزامبیک می‌جنگیدند. در سال ۱۹۶۳ او سر فرماندهی جبهه آزادیبخش موزامبیک را در دارالسلام پایتخت تانزانیا تأسیس کرد و این جبهه با حمایتی که از طرف آمریکا، چندین کشور غربی و روسیه دریافت می‌کرد در سال ۱۹۶۴ جنگ چریکی را شروع کرد تا موزامبیک را از استعمار پرتغال آزاد کند. در ابتدای شکل‌گیری این جبهه رهبری آن یکپارچه نبود. یک بخش با رهبری ماندلین نه تنها می‌خواست برای استقلال موزامبیک بجنگد بلکه خواهان تغییراتی به سوی ایجاد یک جامعه سوسیالیستی بود. سایر رهبران جبهه مانند دوس سانتوس، ماکل و کیسانو و بخش عمده کمیته مرکزی این جبهه با مادلین هم نظر بودند. مخالفان آنها، مانند انکاواندام و سیمانگو، خواستار استقلال بودند، اما نمی‌خواستند که در روابط اجتماعی موزامبیک تغییراتی اساسی ایجاد شود، به‌طور خاص آن‌ها نمی‌خواستند نخبگان سیاه‌پوست با سفیدپوست‌ها جایگزین شوند.
در کنگره دوم جبهه که در ژوئیه ۱۹۶۸ برگزار شد خواسته‌های ماندلین تأیید شد؛ او به عنوان رئیس این جبهه دوباره انتخاب شد و استراتژی جنگ طولانی مدت علیه استعمار پرتغال که حمایت دهقانان را هم با خود داشت به تصویب رسید.

## درگذشت
در سال ۱۹۶۹، زمانی که او در خانه یکی از دوستان آمریکایی اش بنام بتی کینگ بود، کتابی بمب‌گذاری شده که برای او فرستاده شده بود را باز کرد. آن بمب منفجر شد و ماندلین جانش را از دست داد. عامل مرگ او همچنان در ابهام باقی مانده‌است.
فرضیه‌های این ترور انگشت اتهام را به سوی رقبای او در داخل جبهه، سیاستمداران تانزانیایی، بازیگران بین‌المللی و سرویس‌های مخفی پرتغال، و یک سازمان مخفی ضد کمونیست پرتغالی نشانه می‌برند. یک جاسوس پیشین پرتغالی ادعا می‌کند که اسکار کاردوسو جاسوس سرویس‌های مخفی پرتغال بمب را در داخل کتاب جاسازی کرده‌است.

## میراث و ادای احترام
در سال ۱۹۶۹ اوبرلین، دوست و همکلاسی او و تعداد دیگری از رفقایش برای وی مراسم خاکسپاری گرفتند.

## دانشگاه ادواردو ماندلین
در سال ۱۹۷۵ دانشگاه لوردنسو مارکی که توسط پرتغال تأسیس شده بود، به نام به دانشگاه ادواردو ماندلین تغییر نام یافت. این دانشگاه هنوز هم در پایتخت موزامبیک مستقل وجود دارد.